# Anicla alabamae
Anicla alabamae là một loài bướm đêm trong họ Noctuidae.